# Кононча
Ко́нонча (укр. Кононча) — село в Каневском районе Черкасской области Украины.

## История
В июле 1995 года Кабинет министров Украины утвердил решение о приватизации находившегося здесь совхоза.
Население по переписи 2001 года составляло 462 человека.
Близ села, в урочище Замковище, на левом берегу реки Роси (ниже впадения в неё р. Росавы) городище. С севера поселение ограничено оврагом. Следы валов прослеживаются плохо. В памятнике обнаружены обломки стеклянных браслетов, майоликовые плитки, оленьи рога и другие предметы XII—XIII вв.

## Местный совет
19034, Черкасская обл., Каневский р-н, с. Кононча, ул. Садовая, 139